# Purbosuman
Purbosuman is een bestuurslaag in het regentschap Ponorogo van de provincie Oost-Java, Indonesië. Purbosuman telt 4909 inwoners (volkstelling 2010).